# يارنو باريكا
يارنو باريكا (بالفنلندية: Jarno Parikka)‏ (21 يوليو 1986 بفانتا في فنلندا - ) هو لاعب كرة الصالات ‏ ولاعب كرة قدم فنلندي في مركز الهجوم. شارك مع منتخب فنلندا تحت 21 سنة لكرة القدم ومنتخب فنلندا لكرة القدم. أما مع النوادي، فقد لعب مع نادي فآسا ونادي هلسنكي.

## مسيرته الكروية
لعب يارنو باريكا خلال مسيرته الاحترافية مع ناديين في عشرة مواسم وسجل خلالها 35 هدفًا ضمن 173 مباراة. حيث فاز في ثلاثة مواسم بالكأس وفي ثلاثة مواسم بالدوري.
خاض يارنو باريكا مسيرته مع نادي هلسنكي في موسم 2006 ليلعب معه ستة مواسم، مشاركًا في 118 مباراة سجل خلالها 22 هدفًا. ثم انتقل إلى نادي فآسا في موسم 2012 ليلعب معه أربعة مواسم، حيث شارك في 55 مباراة سجل خلالها 13 هدفًا.

## وصلات خارجية
- يارنو باريكا على موقع الاتحاد الدولي (مؤرشف)  (الإنجليزية)
- يارنو باريكا على موقع قاعدة بيانات كرة القدم.إي يو (الإنجليزية)
- يارنو باريكا على موقع ناشيونال فوتبول تيمز (الإنجليزية)
- يارنو باريكا على موقع Soccerway.com (الإنجليزية)